# Yttre-Kroktjärnen
Yttre-Kroktjärnen är en sjö i Vindelns kommun i Västerbotten och ingår i Umeälvens huvudavrinningsområde. Yttre-Kroktjärnen ligger i Vindelälven Natura 2000-område.